# Абул-Самсарський хребет
Абу́л-Самса́рський (Самса́рський) хребе́т (груз. აბულ-სამსარის ქედი) — вулканічний хребет у південній Грузії, що лежить за 120 км на південний захід від Тбілісі. Є частиною Малого Кавказу.

## Основна інформація
Абул-Самсарський хребет завдовжки 40 км лежить у південній частині Грузії та простягається з півночі на південь від річки Храмі до річки Парвані, які є правими притоками Кури. Хребет є частиною Малого Кавказу і височіє над Джавахетським та Цалкінським плато. Складається переважно з трахітових лав. Вулкани хребта мають пліоценове та четвертинне походження. Встановлено, що в міопліоцені, як і в пізньому пліоцені та четвертинному періоді, в зоні Абул-Самсарського хребта відбувалися викиди андезито-дацитів та дацитів вапняно-лужного ряду, аналогічно вулканітам Казбецької області. Крім того, у пізньому пліоцені мали місце потужні викиди долеритових базальтів, а згодом знову кисліших магм.
Найвищою точкою хребта є гора Діді Абулі висотою 3301 м над рівнем моря. Серед інших значимих вершин слід виокремити такі гори: Тавкветілі (2583 м), Шавнабада (2929 м) та Самсарі (3285 м). Вулканічна гора Самсарі має доволі велику кальдеру, дно якої вкрите камінням часів останнього виверження.
Схили Абул-Самсарського хребта вкриті переважно альпійськими луками. Ліси менш поширені й зазвичай лежать на висотах нижчих за 1900 м. Навколо хребта є численні дрібні й середні озера, що живляться переважно підземними водами та атмосферними опадами.